# Cheick Traoré
Cheick Omar Traoré (* 31. März 1995 in Paris) ist ein malisch-französischer Fußballspieler, der auch zweimaliger Nationalspieler ist.

## Karriere

### Verein
Traoré begann seine fußballerische Karriere beim Amateurverein FC Pierrefitte. 2006 wechselte er in die Jugendakademie von Paris Saint-Germain, wo er zwei Jahre aktiv war. Anschließend unterschrieb er bei Entente Sannois Saint-Gratien. 2012 wechselte er zum CS Sedan und wiederum ein Jahr später zu SM Caen. Bei Caen machte er in den ersten zwei Jahren ausschließlich Spiele bei der zweiten Mannschaft in der National 3. Daraufhin wurde er in die National an die US Avranches verliehen. Dort debütierte er am 14. August 2015 (2. Spieltag) gegen VF Les Herbiers in der Startelf (0:0). Bei Avranches war er Stammspieler und spielte in 29 Ligaduellen. Nach Traorés Rückkehr wurde er zurück in die National an LB Châteauroux verkauft. Für sein neues Team debütierte er am 5. August 2016 (1. Spieltag) ebenfalls gegen Les Herbiers. Auch in Châteauroux war er Stammspieler und lief wettbewerbsübergreifend 31 Mal auf. Nach nur einer Saison wechselte er zum Erstligisten EA Guingamp, spielte jedoch die nächste Saison noch auf Leihbasis beim LBC. In der Aufstiegssaison gab er sein Profidebüt gegen Stade Brest am 28. Juli 2017 (1. Spieltag) in der Startformation. Er spielte in der Saison in 31 Zweitligaspielen. Nach seiner Rückkehr debütierte er am 11. August 2018 (1. Spieltag) gegen die AS Saint-Étienne, als er sieben Minuten vor Schluss für Jordan Ikoko ins Spiel kam, in der Ligue 1. Bei Guingamp war er den größten Teil der Saison zweite Wahl auf der Rechtsverteidigerposition und spielte nur 20 Mal, wurde aber mit seinem Team Vize-Ligapokalsieger. Nach der Saison wechselte er zurück in die Ligue 2 zum RC Lens. Am 24. August 2019 (5. Spieltag) debütierte er gegen den ES Troyes AC, als er zur Halbzeit ins Spiel kam. Allerdings spielte er auch in Lens nicht oft und kam insgesamt nur zu 10 Ligaeinsätzen in der Saison. Nach dem Aufstieg in die Ligue 1 als Tabellenzweiter bestritt er in der Spielzeit 2020/21, unter anderem aufgrund einer Verletzung lediglich zwei Spiele.
Zur Saison 2021/22 wechselte er ablösefrei zum Absteiger FCO Dijon. Am ersten Spieltag debütierte er für Dijon gegen den FC Sochaux über die vollen 90 Minuten.

### Nationalmannschaft
Traoré debütierte für die A-Nationalmannschaft Malis am 13. August 2019 bei einem Testspiel gegen Südafrika über die vollen 90 Minuten. Dies war bislang sein einziger Einsatz für die Nationalmannschaft. Ab März 2022 wurde er jedoch wieder für die Nationalmannschaft berufen.

## Erfolge
- Aufstieg in die Ligue 2: 2018
- Vize-Ligapokalsieger: 2019
- Zweiter der Ligue 2 und Aufstieg in die Ligue 1: 2020